# Survivor Series: WarGames (2024)
Survivor Series: WarGames (2024) – trzydziesta ósma gala wrestlingu w chronologii cyklu Survivor Series i trzecia coroczna, konkretnie jako „WarGames”, wyprodukowana przez federację WWE dla zawodników z brandów Raw i SmackDown. Odbyła się 30 listopada 2024 w Rogers Arena w Vancouver w prowincji Kolumbia Brytyjska w Kanadzie. Wydarzenie opierało się na WarGames matchu, walce drużynowej w stalowej klatce, w którym pozbawiona dachu klatka otacza dwa ringi umieszczone obok siebie.
Było to trzecie Survivor Series, który odbędzie się w Kanadzie, po 1997 w Montrealu i 2016 w Toronto, ale pierwsze, które odbyło się w Vancouver. Było to również pierwsze wydarzenie PPV WWE w tym mieście od Rock Bottom: In Your House w grudniu 1998, które odbyło się w tym samym miejscu, gdy było jeszcze znane jako General Motors Place. Było to również ostatnie wydarzenie PPV i transmisja na żywo głównego rosteru WWE, które było transmitowane w WWE Network na rynkach międzynarodowych i na Binge w Australii, ponieważ jego zawartość zostanie przeniesiona do serwisu Netflix w styczniu 2025 roku.
Na gali odbyło się pięć walk, w tym dwa WarGames matche. W walce wieczoru, którym był męski WarGames match i był główną walką SmackDown, ale w którym wzięli udział także zapaśnicy Raw, Roman Reigns, The Usos (Jey Uso i Jimmy Uso), Sami Zayn i CM Punk pokonali The Bloodline (Solo Sikoę, Jacoba Fatu, Tama Tongę i Tonga Loę) i Bronsona Reeda, natomiast w kobiecym WarGames matchu, który był walką otwierającą i był główną walką Raw, ale w którym wzięły udział także zapaśniczki SmackDown, Rhea Ripley, Bianca Belair, Jade Cargill, Naomi i Iyo Sky pokonały The Judgment Day (Liv Morgan i Raquel Rodriguez), Nię Jax, Tiffany Stratton i Candice LeRae.

## Produkcja

### Tło
Survivor Series to coroczne wydarzenie wrestlingu zawodowego organizowane co roku w listopadzie przez amerykańską promocję WWE od 1987 roku, zazwyczaj odbywające się w tygodniu Święta Dziękczynienia. Drugie najdłużej trwające wydarzenie pay-per-view (PPV) w historii (za WrestleManią WWE), jest jednym z pięciu największych wydarzeń promocyjnych w roku, obok WrestleManii, SummerSlam, Royal Rumble i Money in the Bank, określanych jako „Wielka Piątka”. Wydarzenie charakteryzowało się wcześniej walkami Survivor Series, które były walkami eliminacyjnymi tag team, w których zazwyczaj rywalizowały ze sobą drużyny składające się z czterech lub pięciu wrestlerów. W 2022 roku wydarzenie zostało przemianowane na „Survivor Series: WarGames”, a zamiast walk Survivor Series, coroczne wydarzenie opierało się na WarGames matchu, rodzaju walki w stalowej klatce, w której drużyny stają naprzeciw siebie w klatce bez dachu, która otacza dwa ringi umieszczone obok siebie. Brand rozwojowy WWE NXT organizowało już wcześniej coroczne wydarzenie WarGames w latach 2017–2021, zanim mecz stał się częścią Survivor Series.
1 sierpnia 2024 r. dyrektor ds. treści WWE Paul „Triple H” Levesque ogłosił, że 38. coroczna gala Survivor Series, a trzecia coroczna jako WarGames, odbędzie się w sobotę 30 listopada 2024 roku w Rogers Arena w Vancouver w prowincji Kolumbia Brytyjska w Kanadzie i wezmą w niej udział wrestlerzy z brandów Raw i SmackDown. Będzie to trzecia gala Survivor Series, która odbędzie się w Kanadzie, po 1997 i 2016 roku, ale pierwsza, która odbędzie się w Vancouver. Będzie to zatem pierwsze wydarzenie WWE PPV w tym mieście od Rock Bottom: In Your House w 1998 roku, które odbyło się w tym samym miejscu, gdy było jeszcze znane jako General Motors Place.
Wydarzenie będzie transmitowane w tradycyjnym systemie PPV na całym świecie oraz za pośrednictwem serwisów streamingowych Peacock w Stanach Zjednoczonych i WWE Network w większości rynków międzynarodowych — w tym w wersji kanadyjskiej, która jest dystrybuowana przez sponsora wydarzenia, Rogers Communications. Będzie to zatem ostatnie Survivor Series i ostatnie wydarzenie WWE z udziałem głównego brandu w systemie PPV i transmisji na żywo, które będzie transmitowane w WWE Network, ponieważ jego zawartość zostanie przeniesiona do serwisu Netflix na rynkach międzynarodowych w styczniu 2025 roku.

### Rywalizacje
Survivor Series: WarGames oferowało walki profesjonalnego wrestlingu z udziałem wrestlerów należących do brandów Raw i SmackDown. Oskryptowane rywalizacje (storyline’y) kreowane będą podczas cotygodniowych gal Raw i SmackDown. Wrestlerzy są przedstawieni jako heele (negatywni, źli zawodnicy i najczęściej wrogowie publiki) i face’owie (pozytywni, dobrzy i najczęściej ulubieńcy publiki), którzy rywalizują pomiędzy sobą w seriach walk mających budować napięcie. Kulminacją rywalizacji jest walka wrestlerska lub ich seria.

#### Męski WarGames match
Od 2021 do 2023 roku Roman Reigns i jego kuzyni The Usos (Jey Uso i Jimmy Uso) prowadzili stajnię The Bloodline, zarządzaną przez Paula Heymana, posiadając odpowiednio Undisputed WWE Universal Championship i Undisputed WWE Tag Team Championship, aż do ich porażek na WrestleManii 39 i XL. Również w tym czasie Sami Zayn dołączył jako członek honorowy do stycznia 2023 roku, a młodszy brat The Usos, Solo Sikoa również dołączył. Po wewnętrznym konflikcie The Usos opuścili grupę i wyszli zwycięsko podczas meczu tag team Bloodline Civil War na Money in the Bank 2023, jednak The Usos się rozpadli, co doprowadziło do walki na WrestleManii XL, w której Jey pokonał Jimmy’ego. Reigns stracił również Undisputed WWE Universal Championship na rzecz Cody’ego Rhodesa na WrestleManii XL. W miesiącach po porażce Reignsa Sikoa objął przywództwo nad The Bloodline, wygnając Jimmy’ego, Heymana i Reignsa, a także dodając Tama Tongę, Tonga Loę i Jacoba Fatu. Reigns powrócił na SummerSlam, rozpoczynając rywalizację z Sikoą, podczas gdy Jimmy powrócił na Bad Blood, co doprowadziło do ponownego spotkania Reignsa i The Usos. Na Crown Jewel, Reigns i The Usos przegrali z Sikoą, Fatu i Tongą z powodu interwencji Loi, a Sikoa przypiął Reignsa. Po walce The Bloodline przewyższali liczebnie Reignsa i The Usos, dopóki nie wyszedł Zayn, ale podczas bójki Zayn przypadkowo kopnął Reignsa. Na następnym odcinku Raw, Zayn został skonfrontowany z The Usos, a Jimmy twierdził, że Zayn kopnął Reignsa celowo. Następnie Jey nalegał, aby Zayn pojawił się na odcinku SmackDown w tym tygodniu, aby omówić sprawę z Reignsem. Na SmackDown, Zayn pojawił się i powiedział, że dobrze jest być znowu z Reignsem i The Usos, ale zjednoczy się z nimi tylko wtedy, gdy Reigns przeprosi Jeya za jego przeszłe złe traktowanie, ale Reigns odmówił. Później tej nocy, Reigns skonfrontował się z Sikoą i jego The Bloodline, a Sikoa wyzwał Reignsa i drużynę jego wyboru na WarGames match na Survivor Series: WarGames. Następnie Sikoa przedstawił Zayna jako piątego członka ich drużyny, ale Zayn zaatakował Sikoę, a Reigns uznał Zayna, oficjalnie jednocząc oryginalne The Bloodline Reignsa, The Usos i Zayna. Następnie ogłoszono, że oryginalne The Bloodline zmierzy się z nowym The Bloodline w WarGames matchu na gali, ale piąty członek każdej drużyny zostanie ustalony. W odcinku SmackDown z 15 listopada Bloodline Sikoa zrekrutował Bronsona Reeda z Raw, a tydzień później Heyman powrócił i ujawnił, że jego stary klient, CM Punk z Raw, jest piątym członkiem pierwotnego Bloodline. Na odcinku SmackDown z 29 listopada Punk wyjaśnił, że dołączył do zespołu Reignsa, aby zemścić się za to, co Bloodline Sikoa zrobił Heymanowi i że Heyman jest mu winien przysługę za zgodę na walkę. Później tej nocy, Fatu pokonał Jeya, aby zdobyć przewagę na WarGames.

#### Pojedynek o World Heavyweight Championship
Na SummerSlam, Gunther pokonał Damiana Priesta i zdobył World Heavyweight Championship. Trzy miesiące później, 4 listopada, na odcinku Raw, Priest wygrał fatal 4-way match, zdobywając rewanż o tytuł, który został ogłoszony na Survivor Series: WarGames.

#### Żeński WarGames match
Na Bad Blood, Liv Morgan broniła Women’s World Championship przeciwko Rhei Ripley w walce, którą Ripley wygrała przez dyskwalifikację po ataku powracającej Raquel Rodriguez. Jednak ponieważ mistrzostwa nie zmieniają właścicieli przez dyskwalifikację lub wyliczenie, chyba że ustalono inaczej, Morgan pozostała mistrzynią. Rodriguez została następnie członkinią The Judgment Day obok Morgan. 29 października na odcinku NXT, Ripley została brutalnie zaatakowana przez Morgan i Rodriguez na parkingu WWE Performance Center, doznając urazu kości oczodołu i uznano ją za wyłączoną z akcji na nieokreślony okres czasu. Na Crown Jewel 2 listopada, Morgan pokonała WWE Women's Championkę ze SmackDown, Nię Jax, zdobywając inauguracyjne WWE Women’s Crown Jewel Championship po interwencji Rodriguez i "Dirty" Dominika Mysterio. W kolejnym odcinku Raw, Morgan, Rodriguez i Mysterio świętowali jej zwycięstwo, zanim zostali przerwani przez WWE Women’s Tag Team Championki Biancę Belair i Jade Cargill, po czym między obiema drużynami wybuchła bójka. Później tej samej nocy odbył się battle royal, która miała wyłonić kolejną pretendentkę Morgan, podczas którego Morgan i Rodriguez wyeliminowały Belair i Cargill, mimo że nie brały udziału w walce, który ostatecznie wygrała Iyo Sky. Tydzień później Belair i Cargill pokonały Morgan i Rodriguez, broniąc swoje tytuły. Później tego samego tygodnia na SmackDown, Morgan i Rodriguez zaatakowały Belair i Cargill za kulisami podczas obrony tytułu Jax przeciwko Naomi, którą ostatecznie wygrała po interwencji swoich sojuszniczek, Tiffany Stratton i Candice LeRae. W kolejnym odcinku Raw drużyny Belair, Cargill, Naomi i Sky oraz Morgan, Rodriguez, Jax, Stratton i LeRae stanęły do walki, zanim Ripley niespodziewanie powróciła jako piąta członkini drużyny Belair, podczas gdy obie drużyny biły się ze sobą. WarGames match pomiędzy tymi dwiema drużynami został następnie zaplanowany na Survivor Series: WarGames. Podczas odcinka SmackDown z 22 listopada Cargill została zaatakowana za kulisami przez nieznanego napastnika, co wykluczyło ją z akcji na czas nieokreślony. Trzy dni później na Raw Belair pokonała Jax po interwencji Bayley, zdobywając przewagę na WarGames. Bayley została następnie dodana do zespołu Belair jako zastępczyni Cargill.

#### Pojedynek o WWE Intercontinental Championship
Na odcinku Raw z 18 listopada Bron Breakker bronił Intercontinental Championship przeciwko Sheamusowi. Podczas walki Ludwig Kaiser z Imperium, który przez ostatnie kilka miesięcy był uwikłany w rywalizację z Sheamusem, zaatakował Breakera, co spowodowało dyskwalifikację Breakkera i zachowanie tytułu. Na odcinku z 25 listopada Breakker zmierzył się z Kaiserem w walce bez tytułu na szali, która zakończyła się dyskwalifikacją Kaisera po ataku Sheamusa. Następnie doszło do bójki pomiędzy wszystkimi trzema mężczyznami. Generalny menadżer Raw Adam Pearce zaplanował następnie obronę tytułu przez Breakkera zarówno przeciwko Sheamusowi, jak i Kaiserowi w triple threat matchu na Survivor Series: WarGames.

#### Pojedynek o WWE United States Championship
15 listopada na odcinku SmackDown, po tym jak LA Knight skutecznie obronił United States Championship, został brutalnie zaatakowany przez powracającego Shinsuke Nakamurę. Nakamura zaatakował Knighta ponownie tydzień później po kolejnej udanej obronie tytułu. 25 listopada na odcinku Raw ogłoszono, że Knight będzie bronił tytułu w walce z Nakamurą na Survivor Series: WarGames.

## Wyniki walk
| Nr                                 | Wyniki | Stypulacje                                              | Czas  |
| ---------------------------------- | --- | ------------------------------------------------------- | ----- |
| 1                                  | Rhea Ripley, Bianca Belair, Jade Cargill, Naomi i Iyo Sky pokonały The Judgment Day (Liv Morgan i Raquel Rodriguez), Nię Jax, Tiffany Stratton i Candice LeRae poprzez pinfall                  | Żeński WarGames match                                   | 38:15 |
| 2                                  | Shinsuke Nakamura pokonał LA Knighta (c) poprzez pinfall | Singles match o WWE United States Championship          | 9:45  |
| 3                                  | Bron Breakker (c) pokonał Sheamusa i Ludwiga Kaisera poprzez pinfall | Triple threat match o WWE Intercontinental Championship | 14:25 |
| 4                                  | Gunther (c) pokonał Damiana Priesta poprzez techniczne poddanie | Singles match o World Heavyweight Championship          | 19:20 |
| 5                                  | Roman Reigns, The Usos (Jey Uso i Jimmy Uso), Sami Zayn i CM Punk (z Paulem Heymanem) pokonali The Bloodline (Solo Sikoę, Jacoba Fatu, Tama Tongę i Tonga Loę) i Bronsona Reeda poprzez pinfall | Męski WarGames match                                    | 41:55 |
| (c) – mistrz/mistrzyni przed walką | |                                                         |       |